# روتيل
الروتيل الطبيعي يشبه توهج الألماس؛ ولكن لا يظهره لوجود الأجسام الحمراء والبنية أو السوداء به. وتستخدم الأجزاء السوداء في صنع الجواهر ولكن يتواجد الروتيل عادة كمحتويات إبرية الشكل حمراء إلى بنية داخل معدن الكوارتز أو أي حجر آخر؛ مما يساعد على ظهور أشكال نجمية عند انعكاس الضوء عليه.

## تسميته
يستمد اسمه من اللغة اللاتينية rutilus بمعنى حمراء في إشارة إلى لون أحمر عميق لوحظ في بعض العينات عندما يرى من خلال ضوء مسلط إلى العينة.

## تركيبه
يتكون أساسا من ثنائي أكسيد التيتانيوم TiO2. والروتيل هو النوع الأكثر شيوعا من أشكال TiO2 الطبيعية، مع وجود اثنين من البوليمورفات (متعددات الشكل البلوري) له هما أناتاز وبروكيت، وأحيانا يطلق عليها اسم (الاوكتاهيدرات) octahedrit وعادة ما تأخذ الخلية الأساسية للروتيل شكل (رباعي وجوه).
و الروتيل يملك إحدى أعلى معدلات الانكسار من بين المواد المعدنية المعروفة وهو من بين اكثرها تشتيتا للضوء.

### تركيبه الكيميائي
والروتيل الطبيعي قد يحتوي على ما يصل إلى 10% من الحديد وكميات كبيرة من النيوبيوم والتنتاليوم.

## وجوده
ويتواجد الروتيل غالبا في الصخور المتعرضة للحرارة والضغط العاليين كالصخور النارية والصخور المتحولة.
ويعتبر الروتيل من أنواع الTio2 متعددة الاشكال في مثل هذه البيئات النارية والمتحولة لأن حجمه الجزيئي صغير، ولأن معظمها متحول عن الأنواع الأخرى كالاناتاس ذات الحجم الجزيئي الكبير. فنستنتج أن الأنواع الأخرى تتحول وتحت الضغط والحرارة العاليين إلى الروتيل.
ان الروتيل هو الأكثر شيوعا في بيئة الصخور النارية وخصوصا في الصخور البلوتونية المتحولة.
ويتواجد نتيجة للضغط والحرارة في الصخور النارية على شكل بلورات متجمعة مع بعضها البعض، وخصوصا في الصخور الجرانيتية.
والروتيل وجد شريكا مع بعض المعادن الأخرى في الصخور النارية وفي أنواع محددة من الجرانيت والصخر، في مجموعات من بلورات وأنه كثيرا ما يرى في الكوارتز كما في النوع المشهور "fléches d’amour' ومعناه أسهم الحب من جريسنس، سويسرا.
صنع الروتيل الصناعي لأول مرة في العام 1948 وكان يباع تحت أسماء مختلفة وكثيرة. والروتيل الصناعي الخالص (جيد النوعية) يكون شفافا ويميل إلى الصفرة. وغلب استعمال الروتيل في صناعة الجواهر المقلدة الرخيصة لانة يعطي بريقا كبريق الألماس نتيجة معامل الانكسار العالي لديه في الضوء.

### الاستخدامات والأهمية الاقتصادية
في عام 2005 كانت جمهورية سيراليون تنتج حوالي 23% من الإنتاج العالمي وازدادت هذه النسبة إلى 30% عام 2008 ومخزونها الاحتياطي يقدر ب259 مليون طن ويكفي لـ19 عاما من الاستهلاك العالمي.
يكون الروتيل مجدي اقتصاديا عندما يكون موجود بكميات كبيرة في رمال الشاطئ بشكل رواسب ثقيلة، وعمال المناجم يستخرجون ويفصلون المعادن الثمينة من هذه الرمال كالروتيل والزركون وغيرها.
وان الاستخدامات الرئيسية للروتيل هي كصباغ من أهم الاصبغه البيضاء في الكثير من الصناعات كالدهانات والبلاستيك وغيرها أو لإنتاج معدن التيتانيوم صناعيا.
وهو مسحوق أبيض رائع للصباغة ويستخدم في الدهانات والبلاستيك والورق والاطعمة وغيرها من التطبيقات التي تتطلب الوانا مشرقة بيضاء.